# The Dover Boys
The Dover Boys (fullständig titel: The Dover Boys at Pimento University or The Rivals of Roquefort Hall) är en tecknad kortfilm från 1942 i serien Merrie Melodies regisserad av Chuck Jones.
Filmen är ett tidigt exempel på "begränsad animering" och på stiliserad animation i allmänhet och "smears" i synnerhet.
År 1994 hamnade den på 49:e plats av Jerry Becks verk The 50 Greatest Cartoons.

## Handling
Filmen börjar med att introducera lärosätet Pimento University och bröderna Dover (Tom, Dick och Larry) som går där. Deras fästmö är Dora Standpipe och de tar med henne på en utflykt till parken. En rival till bröderna är Dan Backslide från Roquefort Hall som är en feg tjuv och översittare. Han är intresserad av Dora för att hennes pappa har så mycket pengar, och samtidigt som bröderna tar henne till parken befinner han sig i en lokal taverna där han röker och dricker. I parken bestämmer sig Dora och bröderna för att leka kurragömma, och till sist gömmer sig bröderna i en lokal taverna – samma taverna som Dan Backslide befinner sig i. Dan märker detta och bestämmer sig för att ge sig av efter Dora. Han stjäl en bil och hittar henne snart i parken där han resolut kidnappar henne. Dan kör förbi tavernan där han var tidigare och där bröderna är kvar, Dora efter ropar hjälp och bröderna hör och ser henne och blir alldeles förtvivlade. Dan tar till slut med henne in i en stuga bland bergen och låser för dörren. Dora ropar efter hjälp och bankar på dörren, medan Dan smyger sig på henne bakifrån, men medan hon bankar råkar hon samtidigt banka till Dan flera gånger så att han skadas allvarligt, vilket leder till att han också ropar på hjälp. En pojkscout hör Dora och sänder ett meddelande via semafor, som sedan sänds via telegram, och de tre bröderna, som fortfarande står förtvivlade i samma taverna, får detta telegram och ger sig nu av efter Dora. De kommer in i stugan och ger Dan flera slag, men innan de ska ge honom ett sista slag faller han ner medvetslös, vilket leder till att de missar honom och knockar ut varandra, så att de också faller ner medvetslösa.
Filmen slutar med att Dora istället för Dan eller någon av bröderna går iväg med en skäggig figur, som synts till några gånger tidigare i filmen men utan att då ha gjort något viktigt utan bara ha gått förbi.

## Populärkultur
Figurerna i filmen har senare synts till i TV-serien Animaniacs och i långfilmen Space Jam.
År 2018 anordnades ett projekt där flera animatörer skulle animera om filmen, var och en i sin egen stil, och den resulterande filmen släpptes på internet senare samma år.